# Willbriggie
Willbriggie (376 habitants) est un hameau au centre de la Riverina dans la banlieue de Griffith en Nouvelle-Galles du Sud en Australie.